# 爽やかアイドルレーベル・シャテン
爽やかアイドルレーベル・シャテン（株式会社プリムス）は、アイドルのDVDを製作しているレーベルである。
最近はDVDの制作を行っておらず、シャテンTV(インターネットテレビ)に力を入れている。

## 主要作品
- 「カラフルドリーム」朝倉愛理
- 「はぁと・ストライク」浅倉結
- 「五十嵐恵」五十嵐恵
- 「An affair」和泉さえか
- 「りなに pit in」伊東りな
- 「Na-tural Blue...」宇佐美なな
- 「15歳　パラソル」内山かなえ
- 「～ミ・ピアーチェ～」Erina
- 「16歳のマーメード」小田沙里
- 「ちゃーみーくぃーん　えみたん」坂本恵美
- 「Marinapple」白沢麻梨那
- 「ForeverEye’ず」鈴木なお
- 「ちゃーみーくいーん」チャーミークイーン
- 「天然もぎたてH-cup」手島優（手嶋ゆう）
- 「星砂の魔法」永瀬麻帆
- 「くすぐったいの」西華美い
- 「ちゃーみーくぃーん　あゆたん」野本愛弓
- 「YellowMagic」原田明絵
- 「松中沙織」松中沙織
- 「初★夏島」Mana
- 「ぎゅ！」美咲みお
- 「Thank You」MUH～
- 「ラブパラダイス」森由佳
- 「PINKオルゴール」森由理香
- 「16Sixteen」山口りさ
- 「唯川明日香」唯川明日香